# Enrico Crivelli
Enrico Crivelli (Brescia, 20 luglio 1820 – Milano, 1870 circa) è stato un baritono e basso-baritono italiano che cantò nei principali teatri lirici d'Italia, nonché in Spagna, Russia, Germania, Francia e Inghilterra.
Compose anche raccolte di canzoni d'arte e pubblicò due libri sull'arte del canto.

## Biografia
Nacque in una famiglia di musicisti, il più famoso dei quali era suo padre, il tenore Gaetano Crivelli. Anche i suoi due fratelli maggiori divennero musicisti. Domenico Crivelli fu compositore e insegnante di canto mentre Giovanni Crivelli (1801–1833) era anche lui un baritono, morto a Londra all'età di 32 anni. Crivelli inizialmente studiò legge per volere di suo padre. Tuttavia, dopo la morte del padre, nel 1836, e con l'incoraggiamento di Simon Mayr, iniziò a studiare canto con Eliodoro Bianchi. Debuttò sul palcoscenico nel 1841 nel ruolo di Filippo nella Beatrice di Tenda di Vincenzo Bellini al Teatro Filarmonico di Verona.
Continuò a cantare ruoli di baritono nei maggiori teatri lirici del Nord Italia, esibendosi tra l'altro alla Fenice, alla Scala e al Teatro Regio di Torino, nonché in Spagna, Russia, Germania, Francia e Inghilterra. Aveva un vasto repertorio che spaziava da ruoli di belcanto come Alphonse ne La favorita, Severo in Poliuto, Figaro ne Il barbiere di Siviglia e Iago in Otello di Gioachino Rossini, a ruoli verdiani che includevano il protagonista in Nabucco, Miller in Luisa Miller, il Conte di Luna ne Il trovatore, Guido di Monforte ne I vespri siciliani e Rolando ne La battaglia di Legnano. 
Crivelli creò una serie di ruoli nelle anteprime mondiali di opere ormai dimenticate come Tristano nella Griselda di Federico Ricci. A partire dagli anni 1850, cantò in diversi ruoli di basso-baritono tra cui Oroveso in Norma e il ruolo principale in Mosè in Egitto (entrambi al Teatro Reale di Malta nel 1850), Assur in Semiramide (Teatro Regio di Parma nel 1859) e Oberthal in Le prophète (Teatro Regio di Torino nel 1862).
Crivelli compose una serie di canzoni d'arte e pubblicò due libri sull'arte del canto, Metodo di canto e Grammatica musicale. Era membro delle accademie musicali di Roma, Firenze, Bologna, Torino e Brescia e membro onorario delle accademie di Saragozza e Cordova in Spagna. Morì a Milano nel 1870 circa, ma la data esatta non è nota.

## Ruoli creati
I ruoli originali creati da Crivelli comprendono:
- Alberigo in Alberigo da Romano di Francesco Malipiero; Venezia, La Fenice, 26 dicembre 1846
- Tristano nella Griselda di Federico Ricci; Venezia, La Fenice, 13 marzo 1847
- Simacan in Atala di Giovanni Sebastiani; Roma, Teatro Argentina, 7 luglio 1850
- Arturo Sainville in Un equivoco di Mariano Neri; Roma, Teatro Argentina, 9 febbraio 1851
- Eliseo Barthon in La vergine di Kent di Angelo Villanis; Torino, Teatro Regio, 1 marzo 1856
- Filippo in Il matrimonio per concorso di Serafino De Ferrari; Venezia, La Fenice, 7 agosto 1858
- Corso Donati in Piccarda Donati di Antonino Marchisio (1817-1875); Parma, Teatro Regio, 24 febbraio 1860